# Musique de la série Les Soprano
Le rôle de la musique est important dans la série télévisée dramatique de HBO Les Soprano[source secondaire nécessaire]. La série a bénéficié d'une attention critique pour sa sélection éclectique et pour son utilisation efficace de chansons précédemment enregistrées,,,. Le créateur de la série David Chase a personnellement sélectionné toutes les musiques avec le producteur Martin Bruestle et la responsable de la musique Kathryn Dayak, consultant aussi parfois Steven Van Zandt, qui, en plus d'interpréter Silvio Dante dans la série, est guitariste dans E Street Band, le groupe de Bruce Springsteen. La musique est en général sélectionnée une fois la production et le montage de l'épisode terminés, mais à l'occasion, les séquences ont été filmées pour correspondre aux morceaux de musique pré-sélectionnées.
La sélection musicale varie entre toutes sortes de styles : de la pop (Britney Spears, The Bangles) au rock britannique des années 60 (The Kinks, The Rolling Stones, Jefferson Airplane), en passant par le jazz classique, le soul (Ella Fitzgerald, Ben E. King) et le hip-hop, souvent en l'espace d'un seul épisode.

## Générique d'ouverture
Le générique d'ouverture de chaque épisode met en scène Tony Soprano (James Gandolfini) roulant de New York vers chez lui à North Caldwell, New Jersey. L'accompagnement musical de cette scène est la version "Chosen One Mix" de Woke Up This Morning, chanson du groupe britannique Alabama 3 (connu aux États-Unis sous le nom de A3 pour des raisons de droit).

## Générique de fin
Le générique de fin de chaque épisode est accompagné d'une seule chanson, à quelques exceptions. L'épisode Agent artistique utilise une chanson du groupe fictif Defiler, diffusée précédemment dans l'épisode. Trois épisodes sont accompagnés de plusieurs chansons durant leurs génériques (Retour aux sources, Le Bateau fantôme et Un moment d'égarement), alors que deux épisodes (La Veste et Fabriqué en Amérique) n'ont pas de musique du tout, le dernier ayant sa musique coupée au moment où démarre le générique.
Voici la liste des chansons diffusées lors du générique de fin de chaque épisode :

### Première saison
| #  | Titre de l'épisode                 | Chanson                           | Artiste                          |
| -- | ---------------------------------- | --------------------------------- | -------------------------------- |
| 1  | Égarement                          | The Beast in Me                   | Nick Lowe                        |
| 2  | Le Clan Soprano                    | Battle Flag                       | Pigeonhed                        |
| 3  | À Bout de Souffle                  | Complicated Shadows               | Elvis Costello & the Attractions |
| 4  | La Nouvelle Ère                    | Look on Down from the Bridge      | Mazzy Star                       |
| 5  | Suspicion                          | Gold Leaves                       | Michael Hoppé                    |
| 6  | Pax Soprana                        | Paparazzi (version instrumentale) | Xzibit                           |
| 7  | Pris à la gorge                    | White Rabbit                      | Jefferson Airplane               |
| 8  | La Légende de Tennessee Moltisanti | Frank Sinatra                     | Cake                             |
| 9  | Révélations intimes                | Buena                             | Morphine                         |
| 10 | Agent artistique                   | Loves me but You                  | Dori Hartley                     |
| 11 | La Balance                         | Manifold de Amour                 | Latin Playboys                   |
| 12 | Isabella                           | I Feel Free                       | Cream                            |
| 13 | Mise au point                      | State Trooper                     | Bruce Springsteen                |

### Deuxième saison
| #  | Titre de l'épisode                          | Chanson                                                   | Artiste                      |
| -- | ------------------------------------------- | --------------------------------------------------------- | ---------------------------- |
| 14 | S.O.S. Psychiatre                           | Time Is on My Side                                        | Irma Thomas                  |
| 15 | Acharnement thérapeutique                   | Goodnight My Love                                         | Ella Fitzgerald              |
| 16 | Au Plaisir                                  | Viking                                                    | Los Lobos                    |
| 17 | Retour aux sources                          | Con te partirò                                            | Andrea Bocelli               |
| 17 | Retour aux sources                          | Piove                                                     | Jovanotti                    |
| 18 | Cas de conscience                           | White Mustang II                                          | Daniel Lanois                |
| 19 | Le Vagabond heureux                         | The Happy Wanderer                                        | Frankie Yankovic & His Yanks |
| 20 | La Garce                                    | Vedi, Maria                                               | Emma Shapplin                |
| 21 | La Veste                                    | rien - seulement un ventilateur et un électrocardiogramme | n/a                          |
| 22 | Affaire d'éternité                          | My Lover's Prayer                                         | Otis Redding                 |
| 23 | Dépôt de bilan                              | Wheel in the Sky                                          | Journey                      |
| 24 | Prisonnier chez soi                         | You Can't Put Your Arms Around a Memory                   | Johnny Thunders              |
| 25 | Le Chevalier blanc dans son armure de satin | I Saved the World Today                                   | Eurythmics                   |
| 26 | Le Palais du rire                           | Thru and Thru                                             | The Rolling Stones           |

### Troisième saison
| #  | Titre de l'épisode                       | Chanson                                    | Artiste                                |
| -- | ---------------------------------------- | ------------------------------------------ | -------------------------------------- |
| 27 | Le Quartier de Monsieur Ruggerio         | High Fidelity                              | Elvis Costello & the Attractions       |
| 28 | Au Revoir petite Livia                   | I'm Forever Blowing Bubbles                | Les Paul                               |
| 29 | Le Fils prodigue                         | Where's the Money?                         | Dan Hicks                              |
| 30 | L'Employé du mois                        | Fisherman's Daughter                       | Daniel Lanois                          |
| 31 | Jamais deux sans trois                   | Shuck Dub                                  | R. L. Burnside                         |
| 32 | Université                               | Living on a Thin Line                      | The Kinks                              |
| 33 | Second avis                              | Black Books                                | Nils Lofgren                           |
| 34 | Il est ressuscité                        | The Captain                                | Kasey Chambers                         |
| 35 | La Valse des mensonges                   | I (Who Have Nothing)                       | Ben E. King                            |
| 36 | Préservez-nous de la puissance du Diable | I've Got a Feeling                         | The Campbell Brothers et Katie Jackson |
| 37 | L'Enfer blanc                            | Sposa son disprezzata (extrait de Bajazet) | Cecilia Bartoli                        |
| 38 | Amour fou                                | Affection                                  | Little Steven and the Lost Boys        |
| 39 | Une Armée à moi tout seul                | Track 7 alias Blur alias Circles           | Aphex Twin                             |

### Quatrième saison
| #  | Titre de l'épisode         | Chanson                                         | Artiste                     |
| -- | -------------------------- | ----------------------------------------------- | --------------------------- |
| 40 | Tony mène sa barque        | World Destruction                               | Time Zone et John Lydon     |
| 41 | Déprime                    | Kid A                                           | Radiohead                   |
| 42 | Indiens contre Italiens"   | Dawn (Go Away)                                  | The Four Seasons            |
| 43 | Poids et mesures           | Vesuvio                                         | Spaccanapoli                |
| 44 | Pie-O-My                   | My Rifle, My Pony and Me (extrait de Rio Bravo) | Dean Martin et Ricky Nelson |
| 45 | Rédemption                 | Take Me for a Little While                      | Dave Edmunds                |
| 46 | Un Mariage de raison       | Oh Girl                                         | The Chi-Lites               |
| 47 | Changement de propriétaire | When the Battle is Over                         | Delaney & Bonnie            |
| 48 | On achève bien les hommes  | The Man with the Harmonica                      | Apollo 440                  |
| 49 | Intervention musicale      | Drum Score                                      | non crédité                 |
| 50 | J'ai fait un rêve          | Surfin' U.S.A.                                  | The Beach Boys              |
| 51 | Eloise                     | Little Bird                                     | Annie Lennox                |
| 52 | Le Bateau fantôme          | I Love Paris (Vegas)                            | Dean Martin                 |
| 52 | Le Bateau fantôme          | I Have Dreamed                                  | Fantastic Strings           |

### Cinquième saison
| #  | Titre de l'épisode           | Chanson                                             | Artiste                                            |
| -- | ---------------------------- | --------------------------------------------------- | -------------------------------------------------- |
| 53 | Deux Tony sinon rien         | Heaven Only Knows                                   | Emmylou Harris                                     |
| 54 | Trahir n'est pas jouer       | Undercover of the Night                             | The Rolling Stones                                 |
| 55 | Cherche Johnny désespérément | Earth, Wind, Water                                  | Mitch Coodley (The Metro Music Production Library) |
| 56 | Famille, je vous aime        | La Petite Mer                                       | Thierry 'Titi' Robin                               |
| 57 | Amours interdites            | Chi il bel sogno di Doretta (extrait de La Rondine) | Luba Orgonasova                                    |
| 58 | Éducation sentimentale       | The Blues is My Business                            | Etta James                                         |
| 59 | Gentleman Tony               | Melancholy Serenade                                 | Musique instrumentale                              |
| 60 | Retour de flamme             | Bad 'N' Ruin                                        | Faces                                              |
| 61 | Crise de panique             | If I Were a Carpenter                               | Bobby Darin                                        |
| 62 | Buffet froid                 | I'm Not Like Everybody Else                         | The Kinks                                          |
| 63 | Rêve et Réalité              | Three Times a Lady                                  | Commodores                                         |
| 64 | Arrivederci bella            | Wrapped in My Memory                                | Shawn Smith                                        |
| 65 | Respect                      | Glad Tidings                                        | Van Morrison                                       |

### Sixième saison
| #  | Titre de l'épisode            | Chanson                                 | Artiste                          |
| -- | ----------------------------- | --------------------------------------- | -------------------------------- |
| 66 | Retraite anticipée            | Seven Souls                             | Material et William S. Burroughs |
| 67 | Double Identité               | When It's Cold I'd Like To Die          | Moby                             |
| 68 | Si j’étais calife             | The Deadly Nightshade                   | Daniel Lanois                    |
| 69 | La Bonne Parole               | One of These Days                       | Pink Floyd                       |
| 70 | Évasion provisoire            | Every Day of the Week                   | The Students                     |
| 71 | Vivre libre ou mourir         | 4th of July                             | X                                |
| 72 | Quartier VIP                  | Recuerdos De La Alhambra                | Pepe Romero                      |
| 73 | Pour l'Amour des pancakes     | I'm Gonna Move to the Outskirts of Town | Ray Charles                      |
| 74 | Tournez Manège"               | Pipeline                                | Johnny Thunders                  |
| 75 | Responsable mais pas coupable | Let It Rock                             | Chuck Berry                      |
| 76 | Un moment d'égarement         | Home                                    | Persephone's Bees                |
| 76 | Un moment d'égarement         | As Time Goes By (extrait de Casablanca) | Dooley Wilson                    |
| 77 | Esprit de Noël                | Moonlight Mile                          | The Rolling Stones               |
| 78 | Chez les Soprano              | This Magic Moment                       | Ben E. King et The Drifters      |
| 79 | Phase terminale               | Evidently Chickentown                   | John Cooper Clarke               |
| 80 | Oh Vieillesse ennemie !       | Sing, Sing, Sing (With A Swing)         | Benny Goodman Orchestra          |
| 81 | Le Vice du jeu                | Goin' Down Slow                         | Howlin' Wolf                     |
| 82 | Sois un Homme mon fils        | The Valley                              | Los Lobos                        |
| 83 | Bon Débarras                  | Minos De Cobre (For Better Metal)       | Calexico                         |
| 84 | Mauvaise Graine               | Ninna Ninna                             | Lullaby                          |
| 85 | Terminus                      | Running Wild (Extended Instrumental)    | Tindersticks                     |
| 86 | Fabriqué en Amérique          | aucune (silence)                        | n/a                              |

## Compilations
Jusqu'à maintenant, il y a eu deux compilations officielles d'extraits de la bande originale de la série sorties. La première, intitulée The Sopranos: Music from the HBO Original Series, est sorti en 1999 et contient une sélection des deux premières saisons. Le second, intitulé The Sopranos: Peppers & Eggs: Music from the HBO Original Series, est sorti en 2001 et contient deux disques compacts de chansons des trois premières saisons de la série.

### Liste des chansons

#### The Sopranos: Music from the HBO Original Series
1. Woke Up This Morning (Chosen One Mix) — Alabama 3
2. It's Bad You Know — R. L. Burnside
3. It Was a Very Good Year — Frank Sinatra
4. Gotta Serve Somebody — Bob Dylan
5. Inside of Me — Little Steven & The Disciples of Soul
6. I Feel Free — Cream
7. Mystic Eyes — Them
8. State Trooper — Bruce Springsteen
9. I'm a Man — Bo Diddley
10. Complicated Shadows — Elvis Costello & the Attractions
11. The Beast in Me — Nick Lowe
12. Viking — Los Lobos
13. Blood Is Thicker than Water — Wyclef Jean et G & B
14. I've Tried Everything — Eurythmics

#### The Sopranos: Peppers & Eggs: Music from the HBO Original Series

##### Disque un
1. Every Breath You Take/Thème de Peter Gunn — The Police/Henry Mancini
2. Battle Flag — Pigeonhed
3. I've Got a Feeling — The Campbell Brothers et Katie Jackson
4. The Captain — Kasey Chambers
5. Shuck Dub — R. L. Burnside
6. Affection - Little Steven and the Lost Boys
7. My Lover's Prayer — Otis Redding
8. Certamente — Madreblu
9. Black Books — Nils Lofgren
10. Frank Sinatra — Cake
11. Baubles, Bangles, & Beads — Frank Sinatra
12. Thru and Thru — The Rolling Stones

##### Disque deux
1. High Fidelity — Elvis Costello & the Attractions
2. Living on a Thin Line — The Kinks
3. Girl — Vue
4. Sposa son disprezzata — Cecilia Bartoli
5. I (Who Have Nothing) — Ben E. King
6. Return to Me — Bob Dylan
7. Make No Mistake — Keith Richards
8. Piove — Jovanotti
9. Space Invader — The Pretenders
10. Tiny Tears — Tindersticks
11. Gloria — Them
12. Core 'ngrato — Dominic Chianese
13. Dialogue extrait des Soprano + Woke Up This Morning — Alabama 3